# 塞科格爾山 (萊希塔爾阿爾卑斯山脈)
47°12′16″N 10°28′33″E / 47.20444°N 10.47583°E

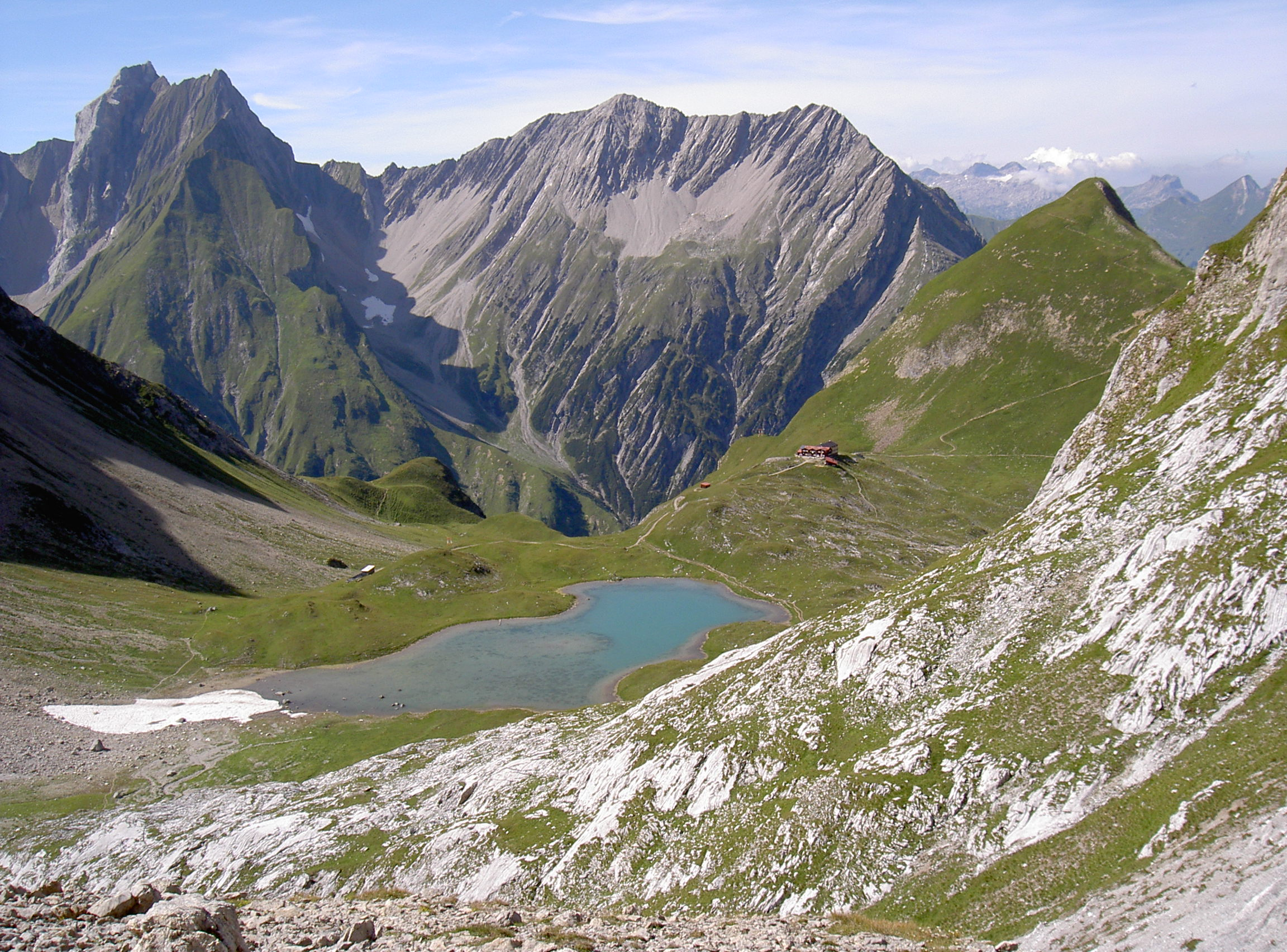

塞科格爾山（德語：Seekogel），是奧地利的山峰，位於該國西部，由蒂羅爾州負責管轄，屬於萊希塔爾阿爾卑斯山脈的一部分，海拔高度2,412米，每年平均降雨量1,698毫米。